# III Liceum Ogólnokształcące im. Adama Mickiewicza w Katowicach
III Liceum Ogólnokształcące im. Adama Mickiewicza w Katowicach – publiczne liceum ogólnokształcące w Katowicach, z siedzibą przy ulicy A. Mickiewicza 11, na terenie dzielnicy Śródmieście.  
Zostało założone 9 października 1871 roku jako Gimnazjum Miejskie, a swoją obecną nazwę posiada od 1959 roku. Jest jednym z najbardziej prestiżowych placówek w województwie śląskim. Jest członkiem Stowarzyszenia Szkół Aktywnych. Siedziba szkoły znajduje się w zabytkowym neogotyckim gmachu z lat 1898–1900.  

## Historia

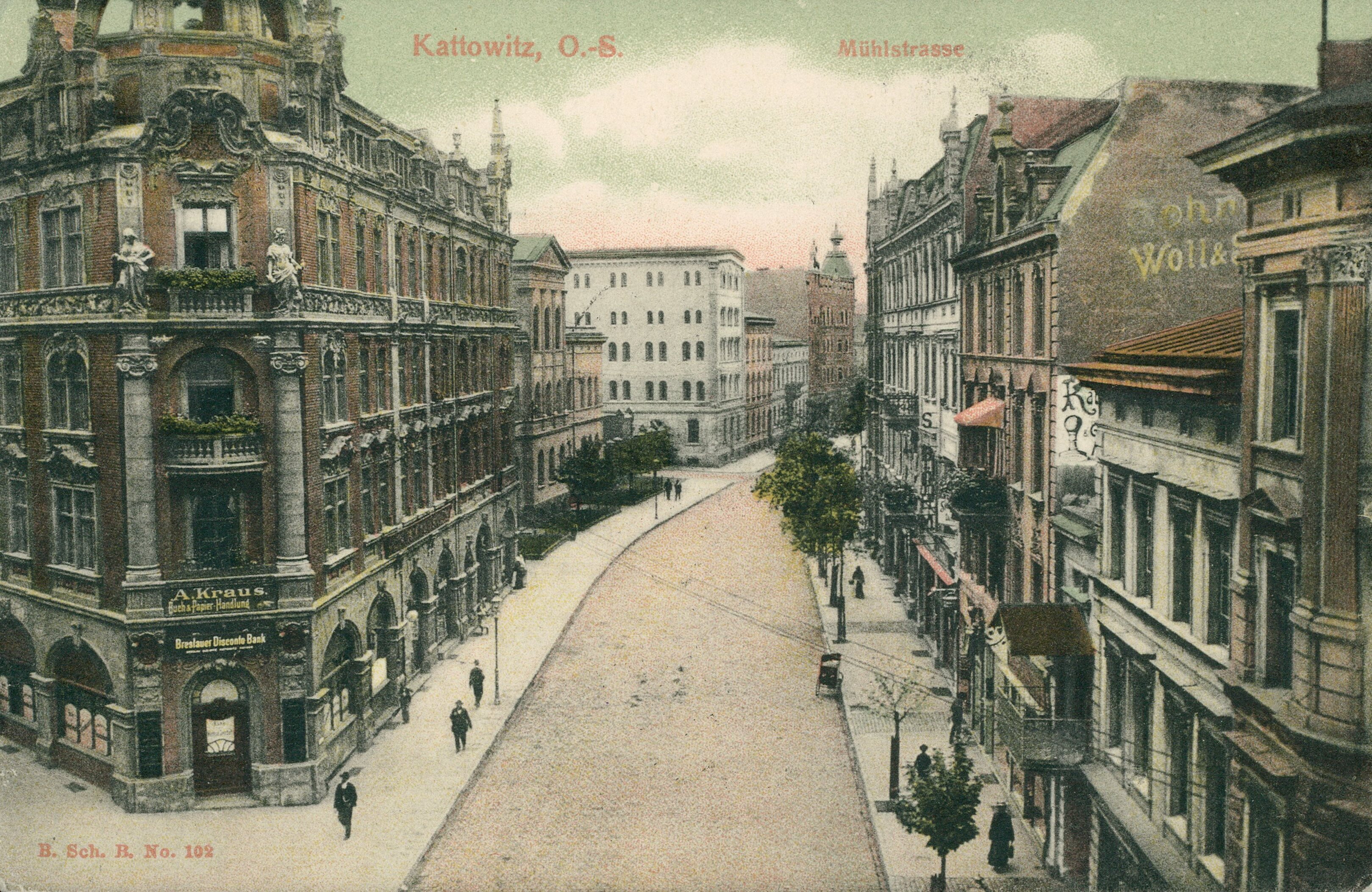
Fragment obecnej ulicy Młyńskiej w Katowicach w 1906 roku; po lewej stronie, za kamienicą pod nr. 2, widoczna jest pierwsza siedziba Gimnazjum Miejskiego w Katowicach; w późniejszym okresie w jej miejsce został wzniesiony budynek Urzędu Miasta Katowice

Początki obecnego III Liceum Ogólnokształcącego im. Adama Mickiewicza w Katowicach sięgają drugiej połowy XIX wieku, kiedy to 9 października 1871 roku zostało otwarte miejskie gimnazjum. Władze Katowic już od 1869 roku starały się o otwarcie w młodym wówczas mieście gimnazjum symultannego (niem. Simultanes Gymnasium), a inicjatorem projektu był radny dr Richard Holtze. Na cen cel magistrat zaciągnął pożyczkę o wysokości 2 tys. talarów. Decyzję o powołaniu gimnazjum została zatwierdzona przez rejencję w Opolu 14 lutego 1871 roku i przypieczętowana reskryptem 20 maja 1871 roku. Szkoła formalnie otrzymała nazwę Gimnazjum Miejskie (niem. Städtische Gymnasium). Pierwszym dyrektorem szkoły został mianowany Ernst Müller, a poza nim zatrudniono sześciu nauczycieli.
Pierwsza siedziba Gimnazjum Miejskiego mieściła się w latach 1871–1873 przy ulicy Młyńskiej (ówcześnie Mühlstraße), następnie od 1873 bądź od 22 marca 1875 roku w budynku u zbiegu Grundmannstraße (obecnie ulica 3 Maja) i Schillerstrasse (obecnie ulica J. Słowackiego) – późniejszej siedziby VIII Liceum Ogólnokształcącego im. Marii Skłodowskiej-Curie w Katowicach). 
Na koniec pierwszego semestru 1887 roku najwięcej absolwentów szkoły było wyznania żydowskiego (106 osób), następnie katolików (95 osób) i kolejno ewangelików (72 osób). Uczyło się tutaj wiele osób spoza Górnego Śląska, zwłaszcza z Królestwa Polskiego.
Ze względu na wzrost liczby uczniów uczęszczających do katowickiego Gimnazjum Miejskiego miasto podjęło decyzję o budowy nowego gmachu szkolnego, który powstał przy obecnej ulicy A. Mickiewicza w latach 1898–1900. 9 października 1900 roku grono profesorskie i uczniowie w uroczystym pochodzie przeszli do nowego gmachu. Nowy budynek dysponował 16 salami ogólnymi, pracowniami tematycznymi, salami audytoryjno-wykładowymi, salą gimnastyczną oraz aulą. Do poprzedniego gmachu w 1901 roku przeniosła się Wyższa Szkoła Żeńska (niem. Höhere Mädchenschule; późniejsze VIII Liceum Ogólnokształcące im. Marii Skłodowskiej-Curie w Katowicach).

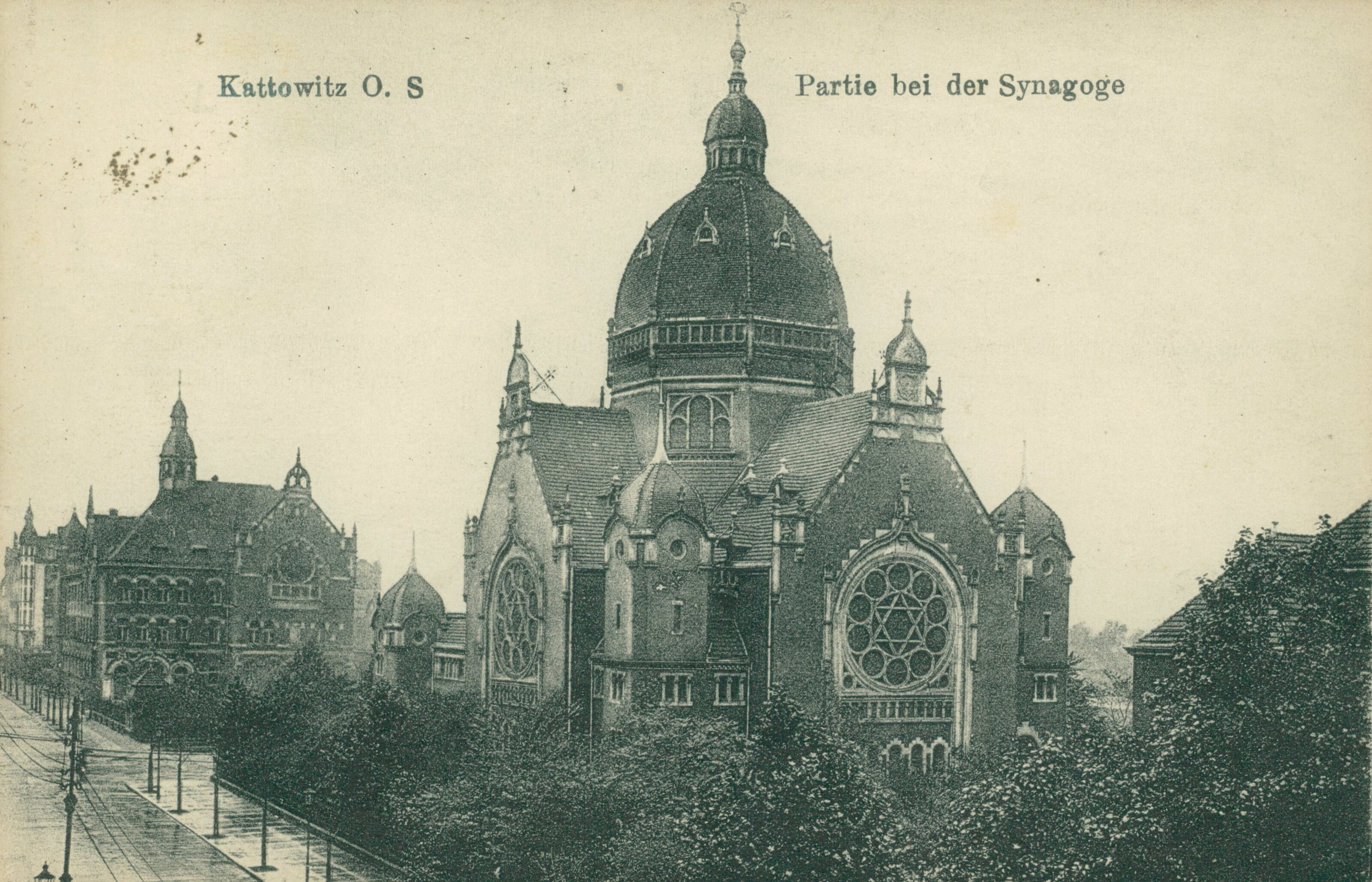
Widokówka wydana przed 1918 rokiem, przedstawiającą zabudowę obecnej ulicy A. Mickiewicza w Katowicach po stronie północnej; na pierwszym planie nieistniejąca Synagoga Wielka, po lewej stronie siedziba obecnego III Liceum Ogólnokształcącego im. Adama Mickiewicza w Katowicach

Na początku XX wieku katowickie Gimnazjum Miejskie było trzecim pod względem liczby uczniów na Górnym Śląsku – po bytomskim i gliwickim, a odróżnieniu od nich nie miało ono charakteru wyznaniowego. Od 1 kwietnia 1905 roku szkoła działała jako placówka państwowa, przyjmując nazwę Gimnazjum Państwowe (niem. Staatliches Gymnasium; bądź od 1906 roku). Przed 1922 rokiem w katowickim Gimnazjum Państwowym zatrudnionych było 21 nauczycieli etatowych i 7 stażystów. W tym czasie uczęszczało do niego 615 uczniów w 18 oddziałach. 
Po włączeniu Katowic w granice Polski w 1922 roku podjęto decyzję o powstaniu Państwowego Męskiego Zreformowanego Gimnazjum Klasycznego, które rozpoczęło działalność 14 września 1922 roku. Była to jedyny tego typu placówka w mieście, a kierownikiem szkoły został Franciszek Kutsch. W 1929 roku oddziały klasyczne przekształcono w humanistyczne, a pełna unifikacja pod względem programowym z resztą Polski nastąpiła w 1933 roku. W roku 1934 zmieniono nazwę szkoły na Państwowe Gimnazjum i Liceum w Katowicach. Placówkę przekształcono wówczas w czteroletnie gimnazjum oraz dwuletnie liceum o charakterze profilowanym, kształcąc w profilach: humanistycznym, klasycznym, matematyczno-fizycznym i przyrodniczym.  
W latach międzywojennych w działały tutaj różnego typu koła zainteresowań, m.in. miłośników języka polskiego i filozoficzne. Redagowano gazetę szkolną „Nasze Pisemko” (późniejsze „Śmiało”), a od 1922 roku działała tutaj Męska Drużyna Harcerska im. Tadeusza Kościuszki. 
W okresie niemieckiej okupacji podczas II wojny światowej placówkę przekształcono w szkołę niemiecką – szkoła średnia typu humanistycznego działała w latach 1940–1944. W katowickim gimnazjum w 1940 roku działało 9 oddziałów, a liczba uczniów wynosiła około 130. Zatrudnionych było wówczas 130 nauczycieli. W 1944 roku oddziałów było 5, a uczyło się w nich 275 uczniów.
Po wyzwoleniu z niemieckiej okupacji, na zrębach niemieckiej szkoły zostało powołane Państwowe Gimnazjum i Liceum Męskie. Dzięki staraniu pierwszych dyrektorów szkoły, dra Zdzisława Obrzudy i mgra Franciszka Dłużniewskiego, szkoła wznowiła swoją działalność 17 lutego 1945 roku. W roku szkolnym 1948/1949 szkoła została przekształcona w Szkołę Podstawową i Liceum Ogólnokształcące nr 3 w Katowicach, a w roku szkolnym 1949/1950 wprowadzono do męskiej do tej pory szkoły koedukację, która na stałe przyjęła się od 1955 roku. W 1958 roku zakończono działanie szkoły podstawowej i od tego momentu szkołę przemianowano na III Liceum Ogólnokształcące, które imię Adama Mickiewicza formalnie przyjęła 13 maja 1959 roku. 

## Dyrektorzy
Uwaga – lista jest niepełna
- Ernst Müller (1871–1903[4][5]; bądź do 1904[7])
- Georg Hoffmann (1903–1919[5]; bądź 1904–1920[7])
- Wilhelm Harendza (1919–1922)[5]
- Franciszek Kutsch[11]
- Augustin Koźlik[11]
- Zdzisław Londoński[11]
- Józef Wolff[11]
- Feliks Steuer[11]
- Edward Czernichowski[11]
- Andrzej Kuś[11]
- Vilim Frančić[11]
- Stefan Ciembroniewicz[11]
- dr Zdzisław Obrzud (1945)[18]
- Franciszek Dłużniewski (1945–1947)[18]
- dr Jan Dąbrowa (1947–1948)[18]
- dr Władysław Marchacz (1948–1949)[18]
- dr Jan Dąborwa (1949–1950)[18]
- dr Juliusz Pęksa (1950)[18]
- dr Stanisław Kasztelowicz (1950–1954)[18]
- Stefan Władyniak (1954–1958)[18]
- Włodzimierz Krzyżak (1958–1970)[18]
- Marian Klimek (1970–?)[18]
- dr Ewa Chorąży (?-2017)[19]

## Budynek

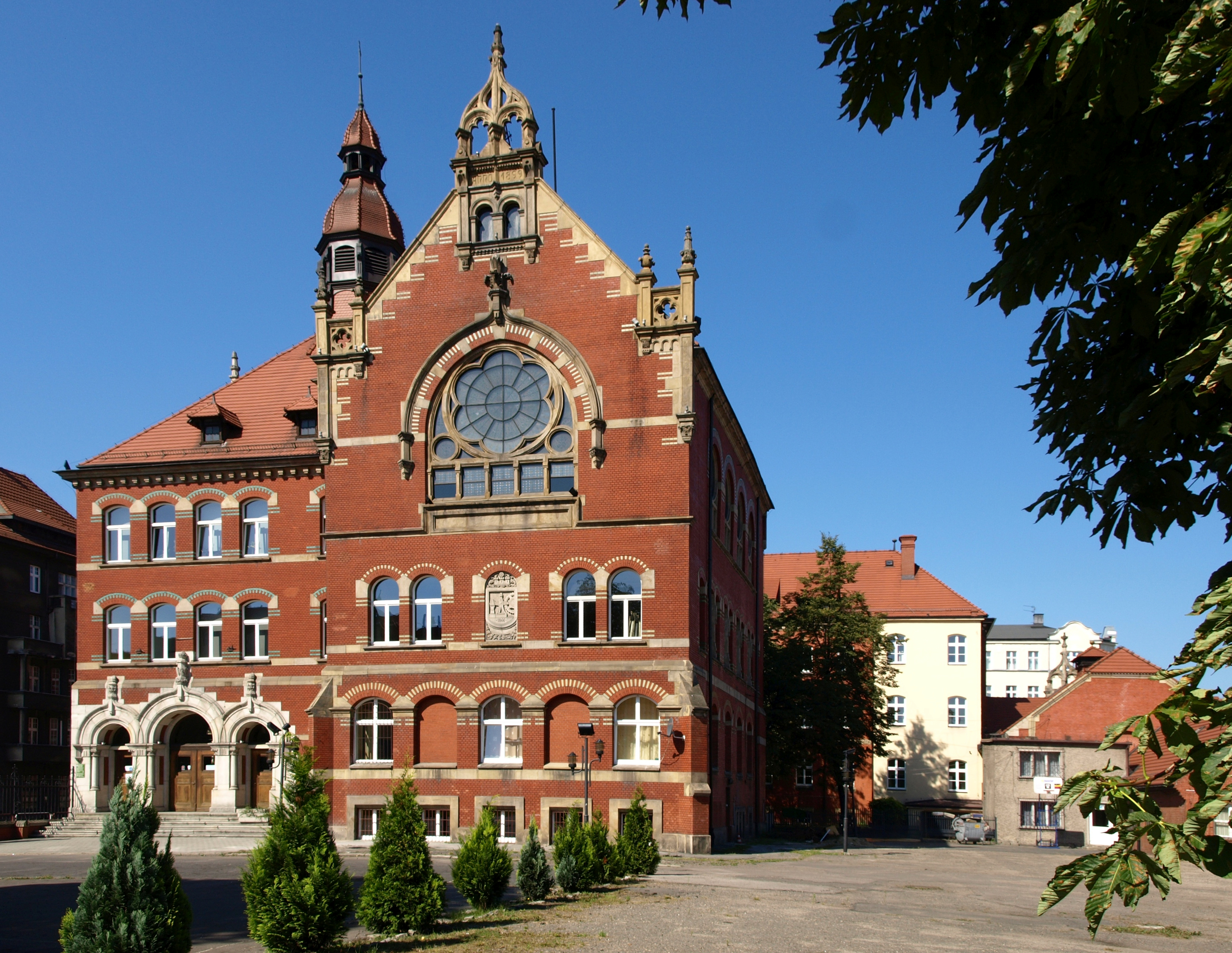
Budynek III Liceum Ogólnokształcącego im. Adam Mickiewicza w Katowicach widoczny od strony wschodniej (2011)

Obecna siedziba szkoły powstała w latach 1898–1900 w Katowicach na rogu ulicy A. Mickiewicza (wówczas August-Schneiderstraße) i ulicy J. Słowackiego (wówczas Schillerstraße), w sąsiedztwie dawnego placu Tiele-Wincklerów (niem. Tiele-Winckler Platz). Znajduje się przy ulicy A. Mickiewicza 11, w dzielnicy Śródmieście.
Obiekt, zaprojektowany przez Josefa Perzika bądź Maxa Grünfelda, został wykonany z czerwonej cegły, w stylu neogotyckim. Złożony jest z trzech części na planie litery „U”, jest trójkondygnacyjny, z podpiwniczeniem i poddaszem. Charakterystyczna dla wizerunku szkoły jest rozeta zdobiąca fasadę budynku, a także herb miasta Katowice z inskrypcją „1866”. Wewnątrz budynku znajduje się aula zdobiona witrażami i zwieńczona malowidłem o powierzchni około 30 m², symbolizującym triumf wiedzy. 
Obiekt został wpisany do rejestru zabytków nieruchomych województwa katowickiego 8 lipca 1992 roku (nr rej.: A/1475/92), następnie przeniesiony do rejestru zabytków województwa śląskiego 17 lipca 2019 roku (nr rej.: A/521/2019).

## Charakterystyka
III Liceum Ogólnokształcące im. Adama Mickiewicza w Katowicach to szkoła publiczna, którego organem prowadzącym jest miasto Katowice, a organem sprawującym nadzór Śląski Kurator Oświaty w Katowicach.
Organami szkoły są: Dyrektor Szkoły, Rada Pedagogiczna, Rada Rodziców i Samorząd Uczniowski. Dyrektorem szkoły według stanu na 2025 rok jest Katarzyna Noworzyń, a wicedyrektorami Izabela Kuźnicka i Beata Zygadlewicz-Kocus.
Hymnem III Liceum jest Pieśń Filaretów Adama Mickiewicza. Szkoła posiada swój sztandar, święto – Dzień Patrona Szkoły, a także odznaczenie – Odznakę Mickiewiczowską.
Placówka ta jest szkołą uniwersytecką dzięki prowadzonej współpracy z Uniwersytetem Śląskim w Katowicach, dając możliwość uczestnictwa uczniom w zajęciach prowadzonych przez wykładowców akademickich. Ponadto szkoła współpracuje m.in. z: Muzeum Śląskim w Katowicach, Muzeum Historii Katowic, Śląskim Centrum Wolności i Solidarności w Katowicach, różnego rodzaju fundacjami, domami kultury czy klubami sportowymi. Szkoła jest członkiem Stowarzyszenia Szkół Aktywnych.
W szkole prowadzona jest m.in. edukacja regionalna, prawna czy program matury międzynarodowej. Organizowane są tutaj różnego typu konkursy, w tym wiedzy neurobiologicznej „Brain Bee”, „Oleanpiada”, „Business Challenge”,  “Polityka, Kapitał, Biznes” i inne. Realizowane są zajęcia interdyscyplinarne czy program tutoringu dla najzdolniejszych uczniów. Prowadzone są działania wolontariackie i charytatywne, a także działa tutaj Szkolny Klub UNICEF i Szkolna Grupa Amnesty International. Prowadzone są wymiany międzynarodowe ramach programu Erasmus+. 
W szkole siedzibę ma koszykarski klub sportowy AZS AWF Mickiewicz Katowice. Działa także Stowarzyszenie Absolwentów i Sympatyków III Liceum Ogólnokształcącego im. Adama Mickiewicza w Katowicach, które ma na celu m.in. kultywowanie tradycji szkoły czy utrzymywanie więzi między absolwentami a uczniami. 
W rankingu liceów w Katowicach za 2024 roku prowadzonym przez portal waszaedukacja.pl szkoła zajęła 1. miejsce, natomiast w ogólnopolskim rankingu szkół średnich czasopisma „Perspektywy” za 2022 rok zajęła 19. miejsce w Polsce i 2. miejsce w województwie śląskim.

## Znani pracownicy
- Kazimierz Gołba – pisarz, nauczyciel[12]
- Zdzisław Hierowski – nauczyciel[12]
- Paul Knötel – historyk sztuki, nauczyciel historii[8] w latach 1888–1890[33] i 1904–1920[34]
- Stanisław Ligoń – dyrektor Polskiego Radia Katowice, nauczyciel[12]
- Józef Piernikarczyk – historyk, nauczyciel[12]
- Kazimierz Popiołek – historyk, nauczyciel[12]
- Hubert Uramowicz – nauczyciel wychowania fizycznego[12][35]
- Stanisław Wilczewski – duchowny rzymskokatolicki, logopeda[12]
- Jan Wypler – sinolog, nauczyciel[12]

## Znani absolwenci
- Herbert Bednorz – biskup rzymskokatolicki[12]
- Hans Bellmer – malarz, rzeźbiarz i grafik[12]
- Henryk Bista – aktor teatralny i filmowy[12]
- Andrzej Bochenek – kardiochirurg[36]
- Jan Cholewa – matematyk, profesor UŚ
- Jarosław Cholewa – teoretyk sportu, profesor AWF w Katowicach
- Anna Dereszowska – wokalistka i aktorka[36]
- Czesław Domin – biskup rzymskokatolicki[12]
- Andrzej Gajewski – piłkarz i trener
- Janusz Gniatkowski – piosenkarz[36]
- Adam Graczyński – polityk, dyrektor Głównego Instytutu Górnictwa[36]
- Artur Hajzer – taternik, alpinista i himalaista[36]
- Ignacy Jeż – biskup rzymskokatolicki[36]
- Karol Karski – teolog, profesor ChAT
- Jacek Koraszewski – historyk literatury, dyrektor Biblioteki Śląskiej[36]
- Adam Lityński – profesor prawa[12]
- Franciszek Marx – duchowny rzymskokatolicki, działacz polityczny[36]
- Przemysław Marzec – korespondent wojenny, dziennikarz
- Marek Mosiński – artysta grafik, przedstawiciel polskiej szkoły plakatu[36]
- Jan Nawrocki – szermierz
- Antoni Niederliński – automatyk, rektor Politechniki Śląskiej[36]
- Ewa Piętka – profesor nauk technicznych[36]
- Zbigniew Piniński – architekt[36]
- Wilhelm Pluta – biskup rzymskokatolicki[12]
- Tadeusz Michał Siara – artysta grafik, specjalizujący się w technice akwaforty[36]
- Tadeusz Sławek – poeta i tłumacz, rektor Uniwersytetu Śląskiego[12]
- Franciszek Sobczak – szermierz-szablista[36]
- Stanisław Sołtys – cichociemny[37]
- Jacek Szaflik – okulista, profesor nauk medycznych
- Jan Józef Szczepański – literat i podróżnik[12]
- Rafał Tarnawski – onkolog, profesor nauk medycznych
- Dariusz Tkaczewski – polski slawista, bohemista i słowacysta, językoznawca
- Jerzy Warczewski – fizyk, profesor nauk fizycznych[36]
- Andrzej Więcek – lekarz, profesor nauk medycznych[36]
- Piotr Wilczek – historyk literatury i kultury[36]
- Konstanty Wolny – adwokat, marszałek Sejmu Śląskiego[12][36]
- Tadeusz Jacek Zieliński – prawnik i teolog, profesor ChAT
- Maciej Żerdziński – lekarz psychiatra, rysownik, pisarz SF, muzyk

Do ówczesnego Gimnazjum Miejskiego w Katowicach uczęszczał także m.in. Wojciech Korfanty.